# Mount Hood Express
A Mount Hood Express (korábban Mount Express Bus) egy buszjárat, amely az Oregon állambeli Clackamas megye kistelepüléseit szolgálja ki.
A járat Sandytől a 26-os úton keletre haladva Government Camp, Rhododendron, Zigzag, Welches, Wemme és Brightwood településeket, valamint több sípályát kiszolgálva a Timberline Lodge-hoz érkezik.

## Működés
A busznak naponta öt-, a december 1-jétől március 31-éig tartó időszakban pedig napi hét indulása van. A vonalat kiegészíti a Villages Shuttle betétjárat, amely Sandy és Rhododendron között jár naponta háromszor, csak hétköznapokon. Sandyben át lehet szállni a helyi- és helyközi buszokra.
A hegyláb mentén számos P+R parkoló található, amivel a hegyi utak kihasználtságát szeretnék csökkenteni.

## Finanszírozás
2004 és 2013 között az akkor Mountain Expres Bus nevet viselő járat Sandy és Rhododendron között közlekedett, ekkor még az állam finanszírozta az energiaszektor bevételein keresztül.
2013-ban a Mount Hood Express névre átkeresztelt vonalat a sípályák üzemeltetőivel kötött megállapodásnak köszönhetően meghosszabbították. Ugyanezen évben a Paul Sarbanes Transit In Parks pályázatával új, kerékpárokat, síléceket és hódeszkákat is szállítani képes buszokhoz jutottak.

## Fordítás
- Ez a szócikk részben vagy egészben  a   Mount Hood Express című angol Wikipédia-szócikk ezen változatának fordításán alapul.  Az eredeti cikk szerkesztőit annak laptörténete sorolja fel. Ez a jelzés csupán a megfogalmazás eredetét és a szerzői jogokat jelzi, nem szolgál a cikkben szereplő információk forrásmegjelöléseként.